# Клоково (Сямженский район)
Клоково — деревня в Сямженском районе Вологодской области.
Входит в состав Устьрецкого сельского поселения, с точки зрения административно-территориального деления — в Устьрецкий сельсовет.
Расстояние по автодороге до районного центра Сямжи — 39 км, до центра муниципального образования Усть-Реки — 18 км. Ближайшие населённые пункты — Борок-1, Борок-2, Пуронга.
По переписи 2002 года население — 9 человек.